# Balys Dvarionas
Balys Dvarionas, 19 de junio de 1904 en Liepāja—23 de agosto de 1974 en Vilnius) fue un compositor, pianista, director y pedagogo soviético lituano, que se hizo popular tras la II Guerra Mundial. Sus obras están influenciadas por el estilo romántico, con raíces en las canciones populares lituanas.

## Biografía
Balys Dvarionas nació en la numerosa familia de un organista. Al igual que sus diez hermanos, Dvarionas estudió música desde su niñez. Más adelante recibió clases del famoso compositor letón Alfrēds Kalniņš. Tras completar estudios de comercio, Dvarionas trabajó como organista y director del Coro de la Sociedad Lituana de Liepāja. En 1920, emigró a Leipzig, donde estudió piano con Robert Teichmüller en el Conservatorio y asistió a clases y cursos de composición con Stephan Krohl y Sigfried Karg-Elert. Tras graduarse en 1924, Dvarionas volvió a Kaunas, Lituania donde ofreció su primer recital, volviendo después a marcharse, esta vez a Berlín para estudiar con Egon Petri, un famoso pianista germano.
Dvarionas pronto se convirtió en una de las mayores personalidades de la música lituana. Desde el mismo año 1924 dio giras por todo el país, que a partir de 1928 se extenderían por el extranjero. En 1926 comenzó su labor docente en la Escuela de Música de Kaunas y desde el año 1949 trabajó en la Academia Lituana de Música y Teatro en Vilnius, donde continuó dando clase el resto de su vida.
En los años 30, Dvarionas emergió también como un notable director de orquesta. Desde 1935 a 1938 Dvarionas fue el director de la Orquesta de la Radio de Kaunas. En 1939 fundó la Orquesta de la Ciudad de Vilnius, junto con el conocido arquitecto lituano Vytautas Landsbergis-Žemkalnis, y trabajó en ella hasta que la Orquesta Nacional de Lituania fue fundada.
La última actuación de Dvarionas tuvo lugar el 12 de mayo de 1972 con la Orquesta de Cámara Lituana en el Philharmonic Hall de Vilnius. Se encontraba ya muy enfermo y acabó muriendo en agosto de ese mismo año. Balys Dvarionas está enterrado en el cementerio de Palanga, una ciudad costera de Lituania, donde Dvarionas solía pasar sus veranos.

## Obras
Dvarionas compuso obras en un gran número de estilos, desde óperas, ballets y música sinfónica a Bandas Sonoras y música para teatro. Junto al compositor, también lituano Jonas Švedas, le fue encargada la composición del Himno de la República Socialista Soviética de Lituania.
El estilo de Dvarionas es reconocible por sus melodía, su emotividad y sus influencias de la música popular de su tierra. El mismo compositor dejó claro que su ideal estético provenía del romanticismo decimonónico y que creía que el músico debía "sembrar belleza, armonía y educar a la gente para sobreponerse a la rutina"
Obras más importantes de Balys Dvarionas:
- Ballet "Piršlybos", (representado en 1933).
- Variaciones para fagot y orquesta, 1946.
- Sinfonía en mi menor "Lenkiuos gimtajai žemei", 1947.
- Concierto para violín y orquesta, 1948.[1]
- Opera "Dalia", 1957.
- 2 Conciertos para piano y orquesta, 1960 y 1962.
- Concerto for trompa y orquesta, 1963.
- Piezas para piano: "24 piezas en todas las tonalidades", "Bocetos de Invierno", "Pequeña Suite", etc.
- Piezas para violín